# Paul Lerme
Paul Lerme, né le 13 mars 1902 à Champniers et mort le 23 avril 1978 à Saint-Michel, est un coureur cycliste français, en activité de 1923 à 1928,.

## Palmarès
- 1923
  - 3e de Poitiers-Saumur-Poitiers
- 1926
  - Circuit des Charentes

## Résultats sur le Tour de France
1 participation
- 1928 : non partant à la 11e étape